# Sant'Agostino (Terre del Reno)
Sant'Agostino (Sent Agustén in dialetto bolognese) è una frazione del comune di Terre del Reno ed ex comune italiano di 6 944 abitanti della provincia di Ferrara, da sempre legato culturalmente al territorio centopievese. Il dialetto locale è una variante del dialetto bolognese di area centese. Il territorio è noto per la presenza del Bosco della Panfilia.
Il comune nel 2016 ha avviato l'iter per la fusione con il confinante Mirabello, operazione approvata dalla popolazione coinvolta a seguito del referendum consultivo, conclusosi con 1 654 sì, contro 1 254 no. Il comune di Sant'Agostino è stato quindi soppresso il 31 dicembre 2016 per costituire, mediante fusione con il comune di Mirabello, il nuovo comune di Terre del Reno. Prima della fusione comunale in Terre del Reno, nel suo territorio erano comprese due frazioni: San Carlo e Dosso.

## Geografia fisica
Sant'Agostino si trova a 19 m s.l.m. (il punto più alto della provincia), nella pianura ferrarese, parte della Pianura Padana, in zona temperata con tipico clima continentale.
- Secondo la classificazione climatica dei comuni italiani si trova in zona E
- Secondo la classificazione sismica dell'Italia si trova in zona 3

## Storia
L'abitato di Sant'Agostino fu fondato nel 1507 ad opera dei due cugini Francesco e Girolamo dell'antica famiglia bolognese Bianchetti. L'atto notarile di fondazione, datato 12 gennaio 1507, fu scritto per mano del notaio vescovile Nicolò Fasanini, essendo vicario Amedeo Beruti, per decreto del cardinale Giovanni Stefano Ferrero, sotto il pontificato di papa Giulio II.
Il territorio oggetto di compravendita dei fratelli Bianchetti era ricco di acque, come molti altri nella bassa bolognese, tanto da attribuire alla località il toponimo La Palù ancor prima della costituzione del paese, che assunse nei primi secoli il nome di Sant'Agostino delle paludi. La fondazione avvenne come distacco dalla esistente parrocchia di Santa Maria di Galliera, dalla quale l'abitato di Sant'Agostino distava circa duemila passi o due miglia, e che era scomoda da raggiungere per i coloni locali, specialmente in inverno. Il nucleo antico del paese si trovava nelle vicinanze dell'argine destro del fiume Reno, che allora scorreva da Cento in direzione Mirabello e Vigarano, andandosi a congiungere con il Po di Ferrara presso Porotto.
Il centro della comunità era formato dalla chiesa parrocchiale, dalla Via Pubblica (poi divenuta Via Bassa) e dalla residenza padronale dei Bianchetti, che assunsero per sé il diritto di giuspatronato, ovvero di proporre ad ogni successione dei parroci un proprio candidato al vescovo di Bologna.
Nel 1567 Margherita Bianchetti, figlia di Giovanni Battista, ultima figlia femmina di quel ramo familiare si sposa con Rinaldo Ariosti cedendo a tale seconda famiglia bolognese il diritto di giuspatronato; il potere civile passa quindi a questa dinastia familiare e la dimora dei giuspatroni nelle mappe prende il nome di Palazzo Ariosti. Gli avvicendamenti locali proseguono nei secoli successivi attraverso l'avvicendarsi dei parroci e delle confraternite (tra le quali si possono ricordare le Compagnie dei Cinturati, del Santissimo e dei Sacchi) e le diverse rotte del fiume Reno, che periodicamente ricopriva di acque i territori del bolognese e del ferrarese.
Tra le vicende fluviali di maggior rilievo vi fu la Rotta Panfilia del 1750 che causò un cambio di corso al fiume e ricoprì di acque l'intero territorio santagostinese; in quell'occasione gli abitanti decisero di trasferire la sede parrocchiale in un luogo più alto e sicuro, in ghiara di Reno, sfruttando un oratorio in costruzione per la Compagnia dei Sacchi; si iniziò a celebrare nella nuova chiesa dal 1769.
Nel 1788 giunse a Sant'Agostino don Giuseppe Serra, che avviò un importante corso di rinnovamenti strutturali rinnovando prima il cimitero, poi la chiesa parrocchiale terminata nel 1792, la canonica e infine il campanile eretto nel 1820. Per i manufatti furono interpellati nomi di rilievo del panorama artistico bolognese come l'architetto Giuseppe Tubertini per la sagrestia, il pittore Jacopo Alessandro Calvi autore della pala d'altare, la madonna di stucco attribuita a Petronio Tadolini, il grande crocifisso ligneo recentemente attribuito a Giulio Cesare Conventi, ed altri artisti. la chiesa conserva anche un organo antico di Francesco Traeri del 1714. La parrocchia di Sant'Agostino aveva anche due sussidiali, San Carlo e Mirabello separatesi dalla matrice rispettivamente nel 1916 e nel 1840.
Il territorio comunale appartenne, come emanazione del contado bolognese, allo Stato Pontificio fino al 1816 allorché distaccandosi dalla legazione di Poggio Renatico, assunse un'identità comunale autonoma. Nel 1865 fu edificato anche il palazzo comunale su disegno dell'architetto Antonio Giordani di Cento.
Le vicende politiche comunali conobbero in epoca fascista lo sviluppo di un consistente nucleo di sostenitori di regime, dovuto anche alla sintonia politica che caratterizzava gli industriali locali e i possidenti terrieri; le testimonianze fotografiche riportano alcune visite di esponenti di rilievo della politica del tempo come Italo Balbo ed Edmondo Rossoni.
Una cospicua raccolta di immagini d'epoca riguardanti il territorio santagostinese è consultabile dall'Archivio fotografico di terre del Reno.
Il territorio è rinomato anche per la presenza del Bosco Panfilia, notevole oasi di interesse naturalistico, da cui si trae il tartufo.
Il comprensorio territoriale presenta anche una interessante articolazione fluviale che comprende diverse vie d'acqua: il Reno, il Cavo Napoleonico e il Canale Emiliano-Romagnolo.
Il paese è stato colpito dai terremoti dell'Emilia del 2012, in particolare dalle scosse del 20 maggio che nel comune hanno provocato quattro vittime. La chiesa parrocchiale e il municipio sono stati gravemente danneggiati. Il municipio è stato abbattuto, nonostante al suo interno fossero presenti importanti opere d'arte. Nella frazione di San Carlo si è avuto il fenomeno della liquefazione delle sabbie, con rischio di sprofondamento nel suolo di diverse abitazioni; nella stessa frazione è avvenuto il crollo dell'Oratorio Ghisilieri risalente al XVII secolo.

### Simboli
Lo stemma dell’ex comune di Sant'Agostino risale al 1838. 
Il cuore infiammato e il Vangelo sono il simboli dell'Ordine di Sant'Agostino. Vi è poi la personificazione del fiume Reno, accanto a tre anfore: una rotta, che rappresenta il tratto di fiume abbandonato dopo la “rotta” del 1750; la seconda è decorata con lo stemma di papa Benedetto XIV Lambertini, sotto il cui pontificato fu scavato il canale artificiale chiamato Cavo Benedettino; la terza rappresenta il Cavo Napoleonico, canale che si immette nel fiume Po. Sullo sfondo, l'Appennino dove il fiume ha la sua sorgente. In punta è posta una stella d’oro, elemento che viene ripreso nel nuovo emblema di Terre del Reno.

## Monumenti e luoghi d'interesse

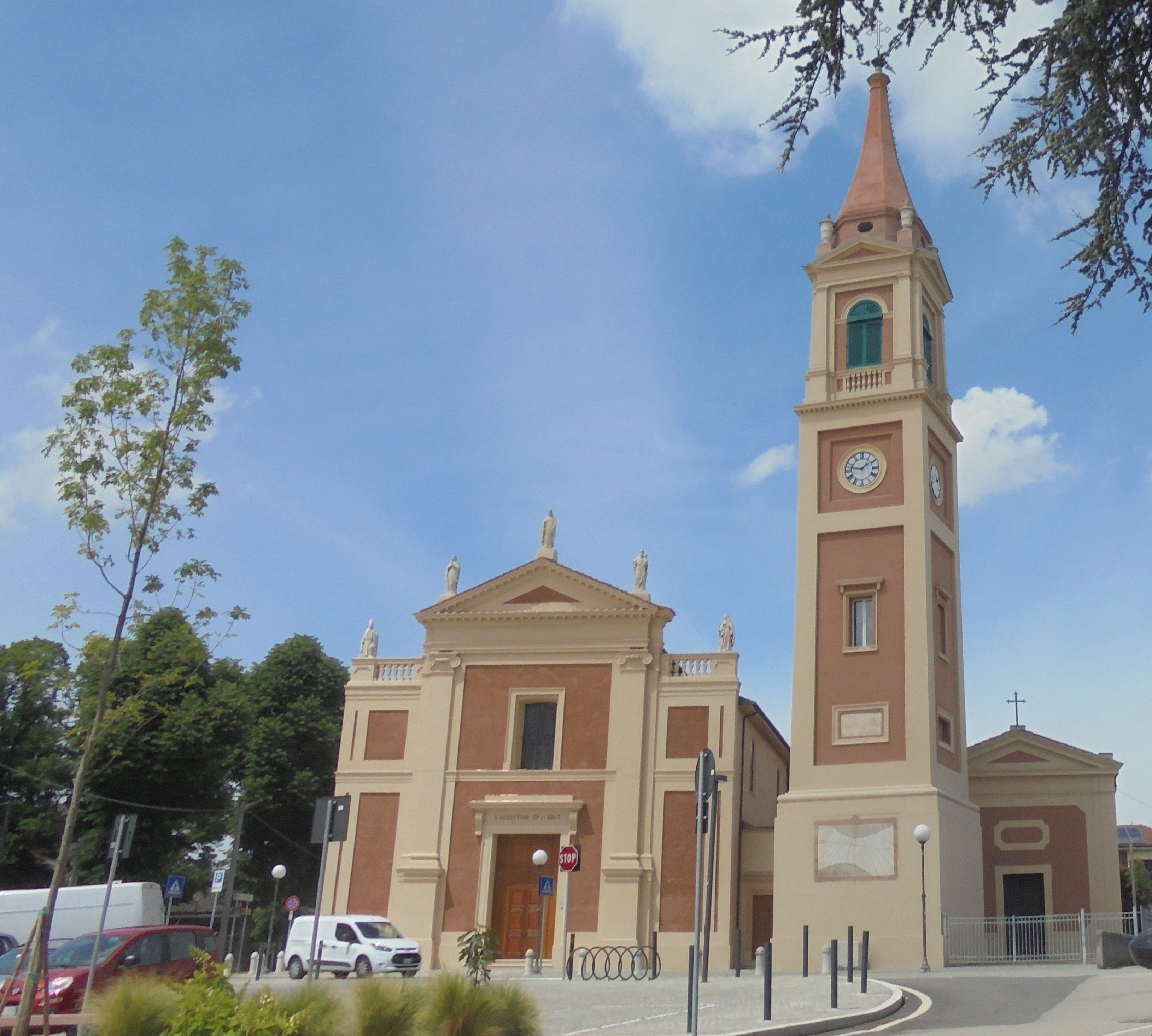
Chiesa di Sant'Agostino nel 2021, dopo il restauro.

Molti edifici sono tutelati dalla soprintendenza. Il municipio storico del centro è stato lesionato dal sisma del 2012 e ne fu deciso l'abbattimento. Conteneva un prezioso lampadario in vetro di Murano, dono di Italo Balbo, recuperato prima dell'abbattimento dell'edificio.

### Architetture religiose
- Chiesa parrocchiale di Sant'Agostino (1792). Deriva da un piccolo oratorio della Compagnia dei Sacchi datato 1755, che fu ampliato a partire dal 1791, quando vennero aggiunte le due navate laterali e venne allungata quella centrale. Il campanile fu costruito più tardi, nel 1823, mentre nel 1879 venne completata la facciata in stile neoclassico. L'altare maggiore è sovrastato da un dipinto dedicato al patrono del paese, sant'Agostino, e a santa Monica; inizialmente attribuito a fra Stefano da Carpi diversi esperti lo attribuirono successivamente a Jacopo Calvi, detto il Sordino.[9] Dopo i danni causati dal terremoto del 2012 la chiesa è stata restaurata e riaperta al pubblico nel febbraio del 2020.[10]
- Cimitero di Sant'Agostino-San Carlo (1930)
- Chiesa parrocchiale di Dosso (inizio XVIII secolo)

### Architetture civili

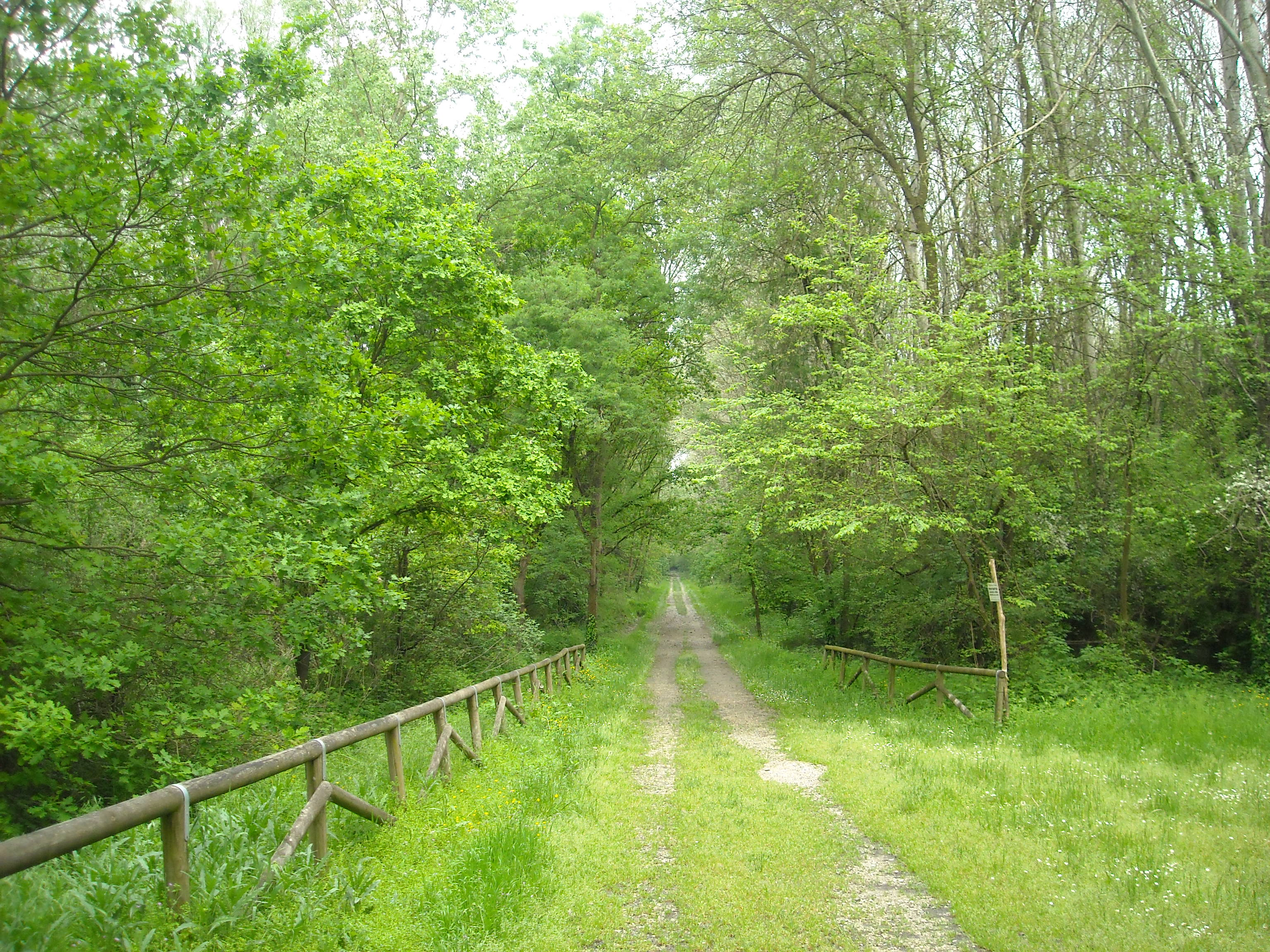
Bosco della Panfilia.

- Ex scuola elementare di Sant'Agostino.
- Ex scuola media di Sant'Agostino (edificata in epoca fascista nel 1937-40 come Casa Littoria)
- Villa Bitelli (XVIII secolo)
- Villa Cassini-Rabboni (XVIII secolo).
- Villa Roversi (XVIII secolo).
- Palazzo del Fantino
- Palazzo delle Quattro Torri

### Aree naturali
- Bosco della Panfilia
- Complesso del Cavo Napoleonico e Canale Emiliano-Romagnolo (CER)

## Società

### Evoluzione demografica
Abitanti censiti

### Etnie e minoranze straniere
Gli stranieri residenti nel comune sono 698, ovvero il 9,8% della popolazione. Di seguito sono riportati i gruppi più consistenti:
1. Marocco, 283
2. Pakistan, 116
3. Romania, 81
4. Albania, 34
5. Tunisia, 34
6. Ucraina, 25

## Geografia antropica
Sant'Agostino ha tre frazioni: Dosso e Roversetto, situati in direzione di Cento sulla statale 255, e San Carlo, in direzione opposta, verso Mirabello.

## Economia

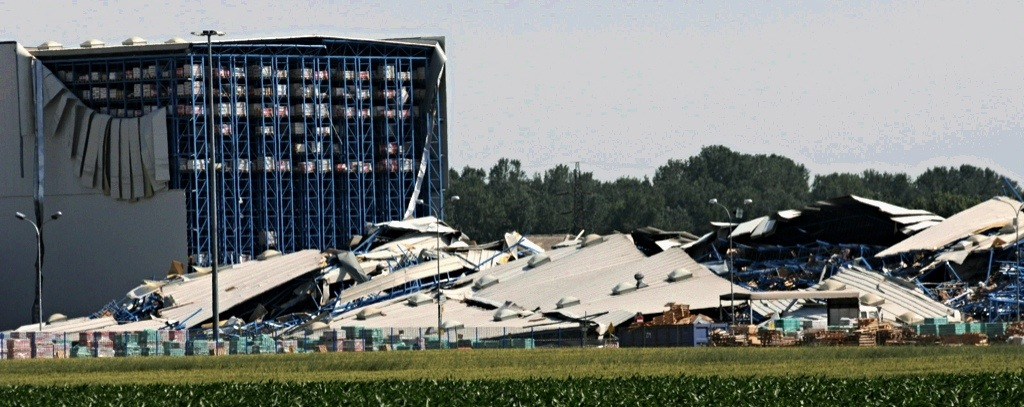
Capannone crollato con la scossa di terremoto del 20 maggio 2012

Nel secolo XIX Sant'Agostino vide una crescente prosperità economica che lo portò, attraverso lo sviluppo di manifatture artigianali, ad emanciparsi dall'origine prettamente agricola, fino a raggiungere all'inizio del XX secolo una dimensione proto-industriale. 
Le imprese industriali e artigianali sono prevalentemente ubicate nell'area tra gli abitati di Sant'Agostino e Dosso, e nell'area denominata 'Cip2'.
Sant'Agostino fa parte dell'Associazione "Città del Tartufo" poiché nel Bosco della Panfilia, ubicato quasi interamente nel territorio comunale lungo il corso del fiume Reno, si raccoglie la specie più pregiata di tartufo: il Tartufo bianco (Tuber magnatum).

## Amministrazione
Di seguito è presentata una tabella relativa alle recenti amministrazioni che si sono succedute in questo comune.
| Periodo          | Periodo         | Primo cittadino  | Partito                                 | Carica                  | Note   |
| ---------------- | --------------- | ---------------- | --------------------------------------- | ----------------------- | ------ |
| 20 agosto 1985   | 6 agosto 1990   | Graziano Tartari | Partito Socialista Italiano             | Sindaco                 | [ 14 ] |
| 6 agosto 1990    | 31 gennaio 1992 | Graziano Tartari | Partito Socialista Italiano             | Sindaco                 | [ 14 ] |
| 25 febbraio 1992 | 24 aprile 1995  | Guido Gozzi      | Partito Democratico della Sinistra      | Sindaco                 | [ 14 ] |
| 24 aprile 1995   | 14 giugno 1999  | Guido Gozzi      | lista civica                            | Sindaco                 | [ 14 ] |
| 14 giugno 1999   | 14 giugno 2004  | Claudia Balboni  | lista civica                            | Sindaco                 | [ 14 ] |
| 14 giugno 2004   | 8 giugno 2009   | Claudia Balboni  | lista civica Alleanza per Sant'Agostino | Sindaco                 | [ 14 ] |
| 8 giugno 2009    | 26 maggio 2014  | Fabrizio Toselli | lista civica                            | Sindaco                 | [ 14 ] |
| 26 maggio 2014   | 5 maggio 2016   | Fabrizio Toselli | lista civica Ricostruire il futuro      | Sindaco                 | [ 14 ] |
| 9 maggio 2016    | 1º gennaio 2017 | Adriana Sabato   |                                         | Commissario Prefettizio | [ 14 ] |

## Sport
Sul territorio comunale operano diverse società sportive dilettantistiche, attive nel calcio (C.S. Sant'Agostino, G.S. San Carlo e Dossese Calcio), ciclismo (S.S. Sancarlese), tennis e pallavolo.